# Le Jour des Apaches
Pour plus de détails, voir Fiche technique et Distribution.
Le Jour des Apaches (titre original : Day of the evil gun) est un film américain de Jerry Thorpe, sorti en 1968.

## Synopsis
Après trois années d'absence, Lorn Warfield regagne son ranch. Sur place, il découvre que son domaine a été pillé et apprend que sa femme, ses deux filles et la femme du pasteur ont été enlevées par une tribu apache. Bien décidé à les retrouver, il obtient l'aide d'Owen Forbes, son voisin fermier, sans se douter que celui-ci est l'amant de sa femme. Rejoints par l'excentrique Jimmy Noble, les trois hommes se lancent à la recherche des indiens kidnappeurs. De nombreuses preuves révèleront cependant la véritable nature de nos héros…

## Fiche technique
- Titre original : Day of the evil gun
- Réalisation : Jerry Thorpe
- Scénario : Eric Bercovici (en) d'après une histoire de Charles Marquis Warren
- Directeur de la photographie : W. Wallace Kelley
- Montage : Alex Beaton
- Musique : Jeff Alexander
- Production : Jerry Thorpe
- Genre : Western
- Pays :  États-Unis
- Durée : 95 minutes
- Date de sortie :
  -  États-Unis : 1er mars 1968
  -  France : 19 juillet 1968
- Affiche : Jacques Vaissier (France)

## Distribution
- Glenn Ford (VF : Roland Ménard) : Lorn Warfield
- Arthur Kennedy (VF : Jacques Thébault) : Owen Forbes
- Dean Jagger (VF : Maurice Chevit) : Jimmy Noble
- Barbara Babcock : Angèle (Angie en VO) Warfield
- Ross Elliott (VF : Marc Cassot) : le révérend Yearby
- Paul Fix (VF : Gérard Férat) : le shérif Kelso
- Royal Dano (VF : Michel Gudin) : le docteur Eli Prather
- Dean Stanton (VF : Pierre Trabaud) : le sergent rénégat Carter
- John Anderson (VF : Michel Gatineau) : le caporal rénégat
- Peter Mark Richman (VF : Louis Arbessier) : le docteur Marsh
- James Griffith (VF : Albert Augier) : le boutiquier
- Jorge Martínez de Hoyos : Guillermo
- Nico Minardos: Jose Luis Gomez de la tierra et Codoba deLeon

## À noter
Le film présente un sujet similaire à celui du film de John Ford, La Prisonnière du désert (1956), dans lequel John Wayne interprêtait un officier de retour de la Guerre qui partait à la recherche de ses nièces enlevées par une tribu comanche.